# Gilles Duceppe

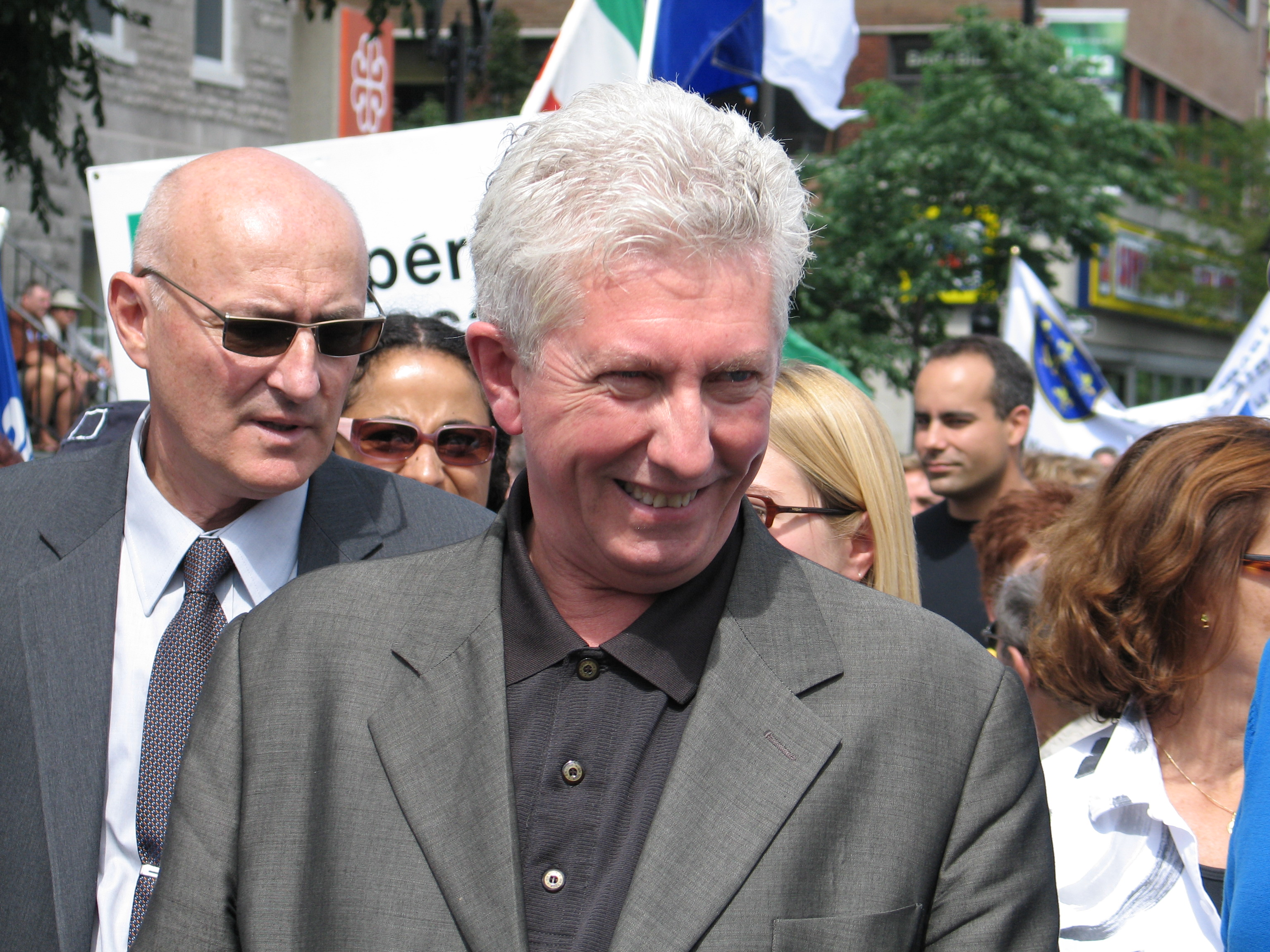
Gilles Duceppe (2007)

Gilles Duceppe (* 22. Juli 1947 in Montreal, Québec) ist ein kanadischer Politiker und Gewerkschaftsfunktionär. Er war von 1997 bis 2011 Vorsitzender der separatistischen Bewegung Bloc Québécois. Im kanadischen Unterhaus vertrat er den Wahlkreis Laurier—Sainte-Marie im Zentrum Montréals. Sein Vater ist der Schauspieler Jean Duceppe.

## Biografie
Duceppe studierte Politikwissenschaft an der Université de Montréal, machte aber keinen Abschluss. 1968 wurde er Vizepräsident der Studentenvereinigung Union générale des étudiants du Québec, 1970 Herausgeber der Universitätszeitung Quartier Libre. Während seiner Studentenzeit sympathisierte er mit dem Kommunismus und war kurzzeitig Mitglied der Kommunistischen Arbeiterpartei (Parti communiste ouvrier). 1972 begann er eine Karriere als Gewerkschaftsaktivist, bis 1986 stieg er zum Hauptverhandlungsführer der Confédération des syndicats nationaux auf, der zweitgrößten Gewerkschaft Québecs.
Im Dezember 1990 war Duceppe Kandidat des Bloc Québecois bei einer Nachwahl und wurde als Abgeordneter des Unterhauses gewählt. Rechtlich gesehen trat er damals als Parteiloser an, da der erst vor kurzem gegründete Bloc noch nicht als Partei registriert war (alle anderen Abgeordneten der Partei waren zuvor im Verlaufe des Jahres aus der Liberalen Partei oder der Progressiv-konservativen Partei ausgetreten). Duceppes Sieg bewies, dass der Bloc entgegen der Ansicht zahlreicher Politikexperten die frankophonen Wähler in Québec ansprach und bei Wahlen siegreich sein konnte.
Als Parteigründer Lucien Bouchard im Januar 1996 zurücktrat und in die Provinzpolitik wechselte, übernahm Duceppe für einen Monat interimistisch den Vorsitz, bis zur Wahl von Bouchards Nachfolger Michel Gauthier. Doch Gauthier trat bereits im Februar 1997 zurück, woraufhin Ducuppe am 15. März 1997 zum neuen Parteivorsitzenden gewählt wurde. Da der Bloc die zweitstärkste Partei war, übernahm er auch die Aufgabe als offizieller Oppositionsführer. Als solcher wäre er berechtigt gewesen, in den kanadischen Kronrat aufgenommen zu werden, doch lehnte er dies ab.
Bei der Unterhauswahl 1997 verlor der Bloc zehn Sitze und fiel hinter die Reformpartei auf den dritten Platz zurück. Während des Wahlkampfs hatte Duceppe eine Käserei besucht und war dabei mit einer Hygieneschutzhaube auf dem Kopf fotografiert worden, die einer Badekappe glich. Dieses Foto wurde später monatelang in Comedysendungen parodiert. Bei der Unterhauswahl 2000 erzielte der Bloc sein bisher schlechtestes Ergebnis und verlor weitere sechs Sitze.
Nach dem Rücktritt des liberalen Premierministers Jean Chrétien und dem Amtsantritt von Paul Martin konnte der Bloc wieder deutlich zulegen, insbesondere nach der Aufdeckung des Sponsoring-Skandals. Bei der Unterhauswahl 2004 konnte der Bloc um neun Prozent zulegen und sein bestes Ergebnis egalisieren. Aufgrund Duceppes allgemeiner Beliebtheit in der Bevölkerung hoffte der Bloc auf die absolute Mehrheit in Québec bei der Unterhauswahl 2006, doch mit drei Sitzverlusten verlief diese Wahl enttäuschend.
Am 11. Mai 2007 erklärte Duceppe öffentlich sein Interesse am Vorsitz der Parti Québécois, was einen Wechsel in die Provinzpolitik bedeutet hätte. Doch bereits am darauf folgenden Tag zog er seine offizielle Kandidatur zurück. Bei der Unterhauswahl 2011 musste der Bloc Québécois eine vernichtende Niederlage einstecken und verlor 43 von 47 Sitzen. Duceppe unterlag ebenfalls in seinem Wahlkreis, woraufhin er mit sofortiger Wirkung als Parteivorsitzender zurücktrat.